# Sega Nomad
Sega Nomad — портативна гральна консоль від Sega, випущена в Північній Америці в жовтні 1995 року. Nomad була портативною версією домашньої гральної консолі Sega Mega Drive (випущеною в Північній Америці під назвою Genesis). За основу було взято консоль Mega Jet, портативну версію Mega Drive, що створювалася для використання на авіарейсах. Nomad стала наступником Sega Game Gear, і була останньою портативною гральною системою, випущеною Sega. Крім того, її можна було підключати до телевізора за допомогою відеовиходу. Консоль було випущено під кінець епохи Sega Genesis, і випускалася порівняно недовго, ставши комерційним провалом, після якого Sega пішла з ринку портативних консолей.
Nomad було офіційно випущено лише в Північній Америці, консоль мала регіональне блокування, а через те, що Sega спрямовувала левову частку своєї уваги на Sega Saturn, Nomad залишився майже без підтримки, до того ж він був несумісним з багатьма периферійними пристроями Genesis, включаючи Power Base Converter, Sega CD та Sega 32X.

## Історія
Sega Mega Drive став вступом Sega в еру 16-бітних ери ігрових консолей. В Японії Sega випустила Mega Jet, портативну версію Mega Drive, призначену для використання на рейсах Japan Airlines. Для гри Mega Jet потребувала підключення до телевізійного екрана і джерела живлення, і тому окрім літаків могла використовуватися лише в автомобілях, обладнаних телевізором і прикурювачем. В 1994 році Mega Jet з'явилася на полицях японських магазинів, але не мала особливої популярності й не була комерційно успішною.
Спершу Sega планувала розробити наступника Game Gear, нову портативну консоль з сенсорним екраном, але на той час ця технологія була дорогою та не надто розвиненою, тож натомість в Sega вирішили створити портативний варіант Mega Drive. У стадії розробки консоль була відома як «Проєкт Венера».
Nomad було випущено в жовтні 1995 року, і тільки в Північній Америці. Консоль вийшла через п'ять років після виходу Genesis, для якої на той момент існувало вже понад 500 ігор. Sega сподівалася скористатися високою популярністю Genesis в Північній Америці. Крім того, на той момент це була єдина портативна консоль, що могла підключатися до телевізора. За словами колишнього  голови відділу розробок та досліджень Sega America Джо Міллера, Nomad не призначався для заміни Game Gear, і Sega не мала планів на новий портативний пристрій. На той час Sega підтримували п'ять різних консолей: Sega Saturn, Mega Drive, Game Gear, Pico і Master System, а також доповнення до самого MegaDrive/Genesis - Sega CD та Sega 32X. В Японії Mega Drive ніколи не була успішною консоллю, а ось Sega Saturn досягла навіть більшого успіху, ніж Sony PlayStation, тому генеральний директор Sega Enterprises Хаяо Накаяма вирішив зосередитися на Sega Saturn. 1999 року Nomad продавався менш ніж за третину від первісної ціни.